# الصبري (ملحان)

تعديل مصدري - تعديل

الصبري هي إحدى قرى عزلة الشرق الغزاونة بمديرية ملحان التابعة لمحافظة المحويت، بلغ تعداد سكانها 933 نسمة حسب تعداد اليمن لعام 2004.